# Sainte-Marthe (Quebec)
Sainte-Marthe, también conocido como Sainte-Marthe de Rigaud y Sainte-Marthe de Vaudreuil,, es un municipio de la provincia de Quebec en Canadá. Es uno de los municipios que conforman el municipio regional de condado (MRC) de Vaudreuil-Soulanges en la región de Vallée-du-Haut-Saint-Laurent en Montérégie.

## Geografía

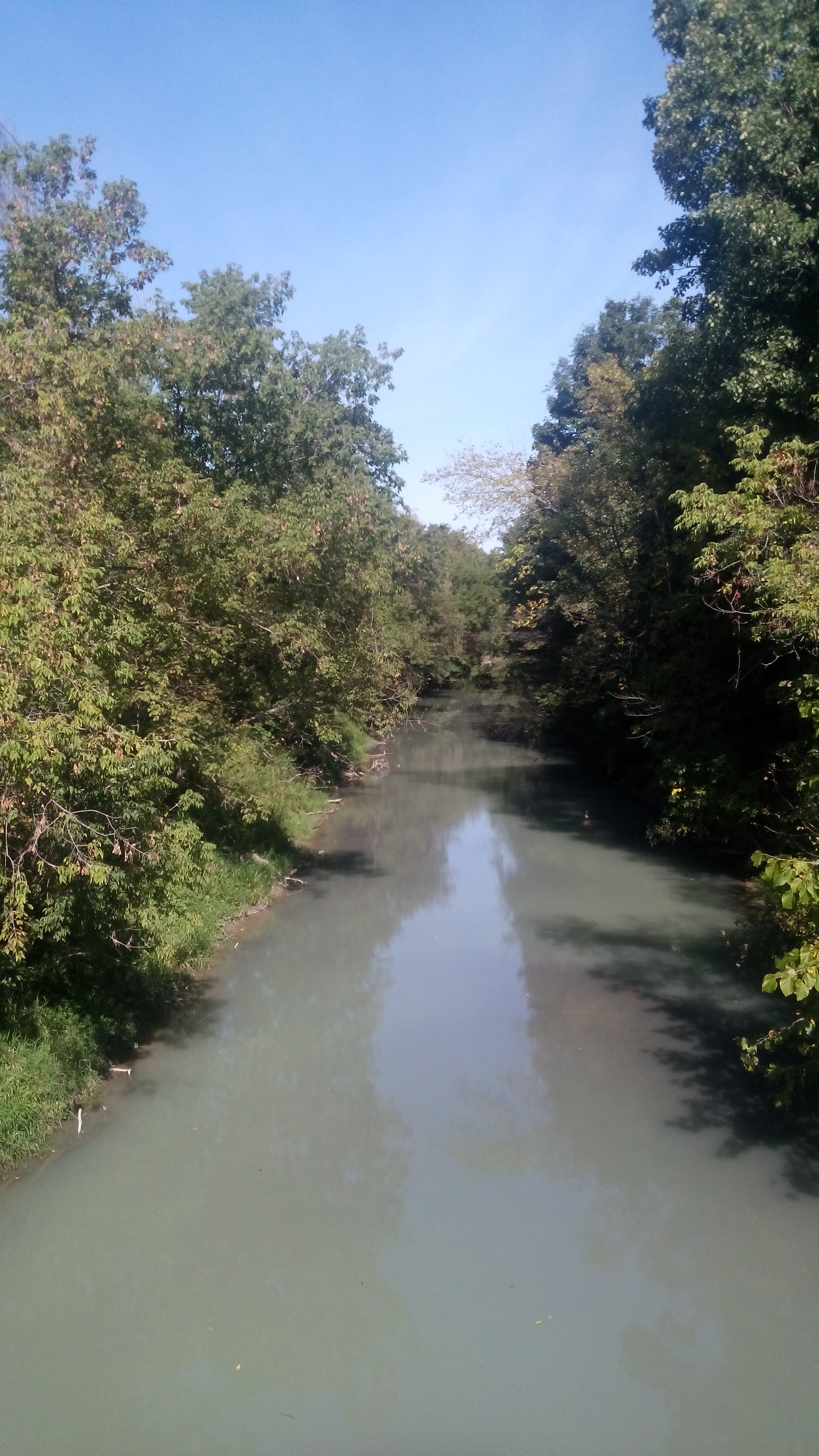
Rivière à la Raquette

Sainte-Marthe se encuentra ubicado al noroeste del MRC de Vaudreuil-Soulanges, 20 km al oeste de Vaudreuil. Los municipios vecinos son Très-Saint-Rédempteur al oeste, Rigaud al norte, Saint-Lazare y Saint-Clet al este, así como Sainte-Justine-de-Newton al sur. La superficie total del municipio es de 80,1 km² de los cuales 79,8 km² son tierra firme. El municipio está ubicado en la planicie del San Lorenzo y en la parte sur de la montaña de Rigaud. El río à la Raquette, un affluente del río Ottawa, corre por Sainte-Marthe.

## Urbanismo
La carretera 201, al este del territorio, va a Rigaud y Hudson al norte, y a Saint-Clet y Salaberry-de-Valleyfield al sur. Los caminos Saint-Henri, Saint-Guillaume, Sainte-Julie y Sainte-Marie atraviesan el territorio del este al oeste.

## Historia
El territorio de Sainte-Marthe fue ubicado en el señorío de Rigaud en la Nueva Francia. En 1835, un grupo de Irlandeses se establecieron en esta parte del señorío. Cuatro de las catorce concesiones fueron desligadas del señorío en 1845 para formar la parroquia católica de Sainte-Marthe, honrando Marta de Betania, hermana de Lázaro, patrón de la parroquia vicina de Saint-Lazare. En 1855, el municipio de Sainte-Marthe fue creado. El municipio de pueblo de Sainte-Marthe fue creado por separación del municipio de parroquia en 1928. El municipio actual resultó de la fusión de los municipios de pueblo y de parroquia en 1980.

## Política
|          | 2005-2009                                                                                   | 2009-2013 | 2013-2017                                                                            |
| Alcalde  | Aline Guillotte                                                                             | Aline Guillotte                                                                                              | Aline Guillotte                                                                      |
| Consejos | François Béliveau Marcel Delattre Claude Gravel Eddy Lawlor Sylvain Roy Peter T. Stephenson | François Béliveau Marcel Delattre Hélène Dupras** Claude Gravel Eddy Lawlor Sylvain Roy* Peter T. Stephenson | François Béliveau Jinny Brunell Claude Gravel Eddy Lawlor Alain Sauvé Gilbert Séguin |

El territorio de Sainte-Marthe forma parte de la circunscripción electoral de Soulanges a nivel provincial y de Vaudreuil-Soulanges a nivel federal.

## Demografía
Según el censo de Canadá de 2011, había 1 075 personas residiendo en este municipio con una densidad de población de 13,5 hab./km². La población fue constante desde 2006. El número total de inmuebles particulares resultó ser de 430, de los que 416 estaban ocupados por residentes habituales con el resto siendo en su mayor parte residencias secundarias.
Evolución de la población total, 1986-2015

## Economía
La economía local es agrícola.

## Sociedad

### Personalidades
- Alphide Sabourin (1886-1957), político
- Joseph-Édouard Jeannotte (1890-1957), político